# Erwin Burger
Erwin Friedrich Burger (* 20. September 1877 in Nussdorf; † 22. April 1950 ebenda) war ein deutscher Verwaltungsbeamter.

## Leben
Der als Sohn eines Bauern und Gastwirts geborene Burger studierte Rechtswissenschaften in Tübingen, wo er 1895 der Tübinger Königsgesellschaft Roigel beitrat. Nachdem er 1899 die Prüfung für den höheren Verwaltungsdienst und 1901 für den höheren Justizdienst absolviert hatte, wurde er 1903 Polizeiamtmann in Tübingen und 1905 zum Dr. der Staatswissenschaften promoviert. 1908 wurde er Amtmann am Oberamt Urach, aber in Ludwigsburg verwendet. Nachdem er im Februar 1918 zum Oberregierungsassessor befördert worden war, wurde er vom 22. November 1918 bis Ende 1925 von Württemberg als Berichterstatter nach Berlin abgeordnet. 1919 erhielt er für die Dauer der Abordnung den Titel Oberamtmann; 1920 wurde er planmäßiger Assessor und 1921 Regierungsrat in der württembergischen Verwaltung des Innern. Im Dezember 1923 wurde er Reichsbevollmächtigter der Reichsstelle/Außenhandelsstelle für Textilwirtschaft. In dieser Funktion leitete er die Umwandlung von Textilbetrieben, die bisher für die Armee gefertigt hatten. Im März 1926 übernahm er die Stellung eines Amtsverwesers in Aalen, bevor er am 16. August 1926 Oberamtmann und Oberamtsvorstand, bzw. 1928 Landrat in Tuttlingen wurde. Auf Betreiben der NSDAP ließ sich Burger am 31. Oktober 1933 in den vorzeitigen Ruhestand versetzen.
Die Journalistin Sibylle Krause-Burger ist seine Enkelin.

## Veröffentlichungen
- Die Aufnahme von Geisteskranken in Irrenanstalten in den grösseren deutschen Staaten. Dissertation Universität Tübingen 1905.